# Yamaha YZF 600 R Thundercat
Yamaha YZF 600 R Thundercat – motocykl sportowo-turystyczny marki Yamaha. Bezpośredni następca Yamahy FZR 600 R. Silnik pochodzący od poprzednika poddano wielu zmianom. Tłoki są odkuwane, co pozwala na zmniejszenie ich masy. Dodano układ dynamicznego doładowania silnika. Zmienione w stosunku do poprzednika kształt tłoków i komór spalania pozwoliły na uzyskanie stopnia sprężenia o wysokości 12:1.
W założeniu jest to motocykl sportowy, ale ze względu na sporą masę, niemałe gabaryty, bardzo dobrą ochronę przed wiatrem, liniowe oddawanie mocy i bardziej komfortową niż u konkurencji pozycję za kierownicą jest ceniony jako pojazd do szybkiej turystyki.

## Dane techniczne
| Silnik                 |                                                    |
| ---------------------- | -------------------------------------------------- |
| Typ:                   | Czterosuwowy, czterocylindrowy w układzie rzędowym |
| Rozrząd                | DOHC, 4 zawory na cylinder                         |
| Pojemność skokowa      | 598 cm3                                            |
| Średnica x skok tłoka  | 62 x 49,6 mm                                       |
| Stopień sprężania      | 12 : 1                                             |
| Moc maksymalna         | 105KM przy 11500 obr/min                           |
| Maksymalny moment obr. | 66Nm przy 9500 obr/min                             |
| Zasilanie              | cztery gaźniki Keihin CKVD 34/4                    |
| Smarowanie             | obiegowe, pod ciśnieniem                           |
| Rozruch                | Elektryczny                                        |
| Alternator             | 260W                                               |
| Akumulator             | 12 V 10 Ah                                         |
| Zapłon                 | Elektroniczny                                      |
| Chłodzenie             | Ciecz                                              |

| Przeniesienie napędu  |                                                     |
| --------------------- | --------------------------------------------------- |
| Przeniesienie wstępne | 1,17                                                |
| Sprzęgło              | Wielotarczowe, mokre                                |
| Skrzynia biegów       | 6 stopniowa                                         |
| Przełożenia           | I-2,85, II-1,95, III-1,55, IV-1,33, V-1,19, VI-1,07 |
| Przeniesienie końcowe | Łańcuch o-ring 3,13                                 |

| Podwozie           |                                          |
| ------------------ | ---------------------------------------- |
| Rama               | Otwarta, boczna, stalowa                 |
| Zawieszenie przód  | dobicia i odbicia amortyzatorów          |
| Wysokość siedziska | 805 mm                                   |
| Zawieszenie tył    | i odbicia amortyzatora                   |
| Hamulec przedni    | podwójny, tarczowy, dwutłoczkowe zaciski |
| Hamulec tylny      | pojedynczy, tarczowy                     |
| Ogumienie przód    | 120/60-17                                |
| Ogumienie tył      | 160/60-17                                |

| Wymiary i masy     |         |
| ------------------ | ------- |
| Długość            | 2145 mm |
| Wysokość siedzenia | 805 mm  |
| Rozstaw osi        | 1415 mm |
| Masa sucha         | 187 kg  |
| Masa do jazdy      | 212 kg  |

| Dane eksploatacyjne |                                      |
| ------------------- | ------------------------------------ |
| Prędkość maksymalna | 240 km/h                             |
| Zużycie paliwa      | 4,5 - 7 l/100km                      |
| Przyspieszenie      | 0-100 km/h w 3,5 s, 0-200km/h w 11 s |